# Leopoldia weissii
Leopoldia weissii är en sparrisväxtart som beskrevs av Josef Franz Freyn. Leopoldia weissii ingår i släktet Leopoldia och familjen sparrisväxter. Inga underarter finns listade i Catalogue of Life.